# Kaltenlengsfeld
Kaltenlengsfeld är en ortsteil i staden Kaltennordheim i Landkreis Schmalkalden-Meiningen i förbundslandet Thüringen i Tyskland. Kaltenlengsfeld var en kommun fram till 31 december 2013 när den uppgick i Kaltennordheim. Kommunen Kaltenlengsfeld hade 416 invånare 2013.